# 四天王寺中學校及高等學校
四天王寺中學校及高等學校位在日本大阪府大阪市天王寺區，是一間由四天王寺創立的學校法人四天王寺學園設立的完全中學。高等學校部的女子排球隊享譽盛名，包括六人制與九人制在內共奪得日本全國比賽26座冠軍，其中全國高校運動大會11座、國民體育大會11座、選拔優勝大會4座。其他例如水上芭蕾、桌球也有許多傑出選手出身於此。

## 概要
學校法人四天王寺學園所經營的女子學校。為紀念四天王寺開基者聖德太子逝世1300年，1922年創建天王寺高等女學校，就是該校的前身。當初的校址位於天王寺村（現在阿倍野區的阪南小學校）。1928年搬遷至現在的位置。而後因戰後學制改革，1947年設立四天王寺中學校，隔年四天王寺高等女學校改為四天王寺高等學校，成為目前的校名。

## 學科與課程

### 中學校
- 普通科
  - 英數I課程
  - 英數II課程

### 高等學校
- 普通科
  - 英數課程
  - 理數課程
  - 體育、藝術課程（部分社團活動僅限體育、藝術課程學生參加）

※ 2007年起，英數課程規定分別，內部進學者適用英數II課程、英數I課程，外部進學者適用英數課程。

## 著名出身人物
- 松村勝美（排球選手，1964年奧運會日本國家女子排球隊獲得金牌的成員，東洋魔女時期人物）
- 磯部サダ（排球選手，1964年奧運會日本國家女子排球隊獲得金牌的成員，東洋魔女時期人物）
- 秋野暢子（演員）
- 高畑充希（演員、歌手）
- 金井克子（歌手、芭蕾舞者，多次出場NHK紅白歌合戰）
- 上田悅子（每日放送播報員）
- 占部沙矢香（前中部日本放送播報員，現於同社廣報部任職）
- 川崎美千江（藝人）
- 岡本依子（前跆拳道選手，2000年奧運會女子67公斤級銅牌得主）
- 武田美保（前水上芭蕾選手，參加三屆奧運會獲得4銀1銅共五面獎牌）
- 奧野史子（前水上芭蕾選手，1992年奧運會獲得2面銅牌）
- 立花美哉（前水上芭蕾選手，參加三屆奧運會獲得4銀1銅共五面獎牌）
- 藤木麻祐子（前水上芭蕾選手，1996年奧運會獲得1面銅牌）
- 米田容子（前水上芭蕾選手，參加兩屆奧運會獲得2面銀牌）
- 小椋久美子（前羽球選手，2006年亞洲運動會上獲得1銀1銅，2007年世界羽毛球錦標賽銅牌）
- 久後明日美（羽球選手，Renesas Semiconductor九州・山口公司俱樂部「Renesas」所屬）
- 川越真由（前桌球選手，2001年世界乒乓球錦標賽女子雙打銅牌得主）
- 小西杏（桌球選手，2001年世界乒乓球錦標賽女子團體銅牌、2002年亞洲運動會女子團體銅牌）
- 藤沼亞衣（前桌球選手，2004年、2006年、2008年世界乒乓球錦標賽女子團體銅牌）
- 藤井寬子（桌球選手，2008年、2010年世界乒乓球團體錦標賽女子團體銅牌）
- 福岡春菜（桌球選手，2006年、2008年世界乒乓球團體錦標賽女子團體銅牌）
- 樋浦令子（前桌球選手）
- 山崎知春（桌球選手）
- 伊藤綠（桌球選手）
- 石川佳純（桌球選手，2008年、2010年世界乒乓球團體錦標賽團體銅牌、2010年亞洲運動會女子雙打、混合雙打銅牌、2012年奧運會女子團體銀牌，最高世界排名第五）
- 大谷佐知子（前排球選手，1984年奧運會日本國家女子排球隊獲得銅牌的成員）
- 五十川葉子（前排球選手）
- 木村久美（前排球選手）
- 森萬里子（前排球選手）
- 嶋田美樹（前排球選手）
- 木村沙織（排球選手）
- 服部鮎彌（前排球選手）
- 八幡美樹（排球選手）
- 近藤さつき（前越野滑雪選手）
- 田中美音子（排球選手）
- 涼紫央（前寶塚歌劇團星組男役）
- 柚希禮音（寶塚歌劇團星組男役演員）
- 松浪里早（藝人）
- 都築貞枝（教育者、學校法人都築學園前理事長）
- 梁瀨奈奈（創作型歌手）

## 交通
- JR天王寺站下車步行10至15分鐘。
- 大阪市營地下鐵谷町線四天王寺前夕陽之丘站4號出口向南步行5至10分鐘。

## 外部連結
- 四天王寺中學校及高等學校網站（页面存档备份，存于）
- 學校法人四天王寺學園（页面存档备份，存于）